# Elisabethiella longiscapa
Elisabethiella longiscapa är en stekelart som beskrevs av Wiebes 1986. Elisabethiella longiscapa ingår i släktet Elisabethiella och familjen fikonsteklar.
Artens utbredningsområde är Gabon. Inga underarter finns listade i Catalogue of Life.